# Argyrolobium woodii
Argyrolobium woodii är en ärtväxtart som beskrevs av Dummer. Argyrolobium woodii ingår i släktet Argyrolobium och familjen ärtväxter. Inga underarter finns listade i Catalogue of Life.